# Karl von Hollen

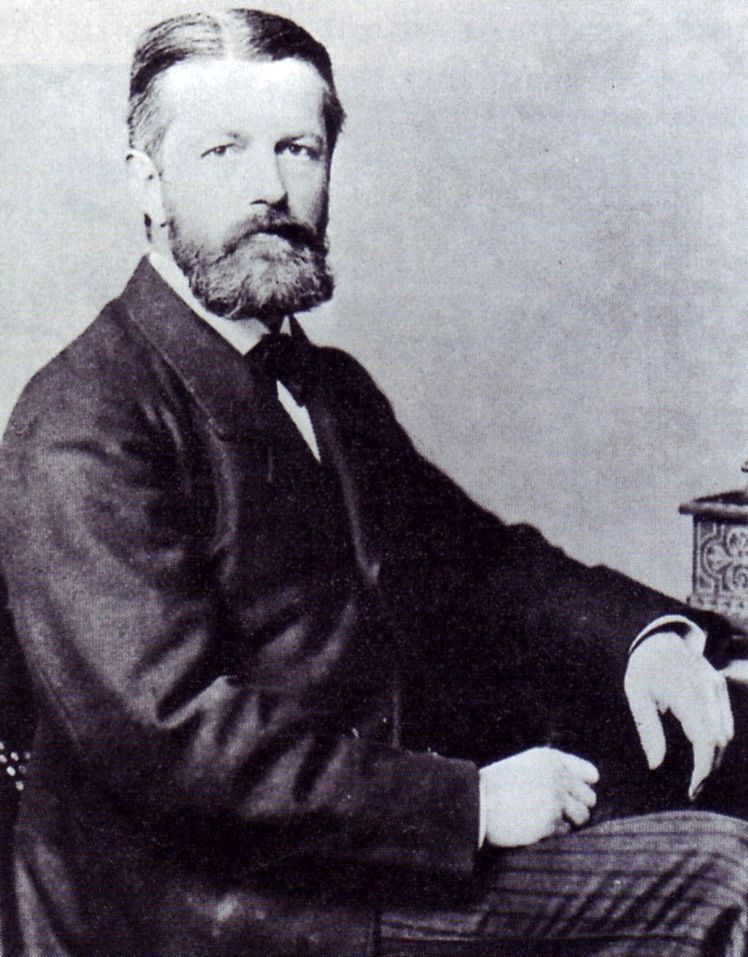
Karl von Hollen

Karl Lewin August Leopold von Hollen, auch Carl, Louis, ab 1866 Freiherr von Hollen (* 29. Januar 1839 in Schönweide, heute Ortsteil von Grebin; † 1. Mai 1895 auf dem Gut Tüschenbek bei Lübeck) war ein deutscher Verwaltungsbeamter und Rittergutsbesitzer.

## Leben
Karl von Hollen war ein Sohn des Gutsbesitzers und dänischen Hofjägermeisters Julius von Hollen (1804–1879) und älterer Bruder von Georg von Hollen und Gustav von Hollen. Er studierte Rechtswissenschaften an der Ruprecht-Karls-Universität Heidelberg. 1860 wurde er Mitglied des Corps Vandalia Heidelberg.
Am 21. März 1866 erhielt sein Vater, der die preußische Seite im Deutsch-Dänischen Krieg unterstützt hatte, die preußische Adelsanerkennung unter Erhebung in den Freiherrnstand für sich und seine Nachkommen.
Nach dem Studium trat er in den preußischen Staatsdienst ein. Von 1870 bis 1871 war er interimistisch Landrat des Landkreises Luckau und von 1873 bis 1874 vertretungsweise Landrat des Landkreises Leobschütz. 1874 wurde er zum Landrat des Kreises Sonderburg ernannt. Bereits zum Jahreswechsel 1874/75 wechselte er als Landrat in den Kreis Jülich, wo er bis 1880 im Amt blieb. Von 1880 bis 1887 war er Landrat des Kreises Stormarn. Zuletzt lebte er als Rittergutsbesitzer auf Gut Tüschenbek in Lauenburg, wo er 1888/89 das heute noch stehende villenartige Herrenhaus sowie das Mausoleum erbauen ließ.
Am 25. Mai 1884 heiratete er auf Gut Weißenhaus seine Nichte Louise, geb. Gräfin Platen-Hallermund (* 21. Januar 1862; † 17. Juni 1936 in Eutin), Tochter von Karl Ernst Felix von Platen-Hallermund (* 3. August 1810 in Marseille; † 9. November 1887) und seiner zweiten Ehefrau Louise Freiin von Hollen (* 1833; † 1895) und Schwester von Oskar von Platen-Hallermund, die nach seinem Tod Nutznießerin des Familienfideikommisses Tüschenbek wurde; 1911 kam das Gut dann an den ältesten Sohn Karl Freiherr von Hollen.

## Auszeichnungen
- 1879: Ehrenritter des Johanniterordens[10]
- 1892: Rechtsritter des Johanniterordens[11]